# The 100 Best Commercials of All Time
"The 100 Best Commercials of All Time" é um livro escrito pela  jornalista americana especializada em publicidade Bernice Kanner, que por sua vez se baseou numa listagem organizada em 1996 pelo publicitário Donald Gunn. Donald trabalhava à época na agência Leo Burnett e consultou 30 publicitários de diversos países, entre os mais premiados do mundo.